# ادوارد کرویتز
ادوارد کرویتز (انگلیسی: Edvard Sylou-Creutz; ۷ مهٔ ۱۸۸۱ – ۱۱ مهٔ ۱۹۴۵) نوازنده پیانو و آهنگساز، اهل نروژ بود. وی بین سال‌های ۱۹۱۰ تا ۱۹۴۵ میلادی فعالیت می‌کرد.